# Sudharmia pongorum
Sudharmia pongorum är en spindelart som beskrevs av Christa L. Deeleman-Reinhold 200. Sudharmia pongorum ingår i släktet Sudharmia och familjen månspindlar. Inga underarter finns listade i Catalogue of Life.